# Ilex jelskii
Ilex jelskii är en järneksväxtart som beskrevs av Zahlbruckner. Ilex jelskii ingår i släktet järnekar, och familjen järneksväxter. Inga underarter finns listade i Catalogue of Life.